# Raždaginja
Raždaginja (izvirno srbsko Раждагиња) je naselje v Srbiji, ki upravno spada pod Občino Sjenica; slednja pa je del Zlatiborskega upravnega okraja.

## Demografija
V naselju živi 305 polnoletnih prebivalcev, pri čemer je njihova povprečna starost 35,0 let (34,7 pri moških in 35,3 pri ženskah). Naselje ima 96 gospodinjstev, pri čemer je povprečno število članov na gospodinjstvo 4,35.
|  |

| Demografija | Demografija     | Demografija     |
| Leto        | Št. prebivalcev | Št. prebivalcev |
| ----------- | --------------- | --------------- |
|             |                 |                 |
|             |                 |                 |
|             |                 |                 |
|             |                 |                 |
| 1948        | 706             |                 |
| 1953        | 815             |                 |
| 1961        | 874             |                 |
| 1971        | 957             |                 |
| 1981        | 907             |                 |
| 1991        | 757             | 748             |
| 2002        | 571             | 418             |
|             |                 |                 |

| Etnična sestava po popisu iz leta 2002 | Etnična sestava po popisu iz leta 2002 | Etnična sestava po popisu iz leta 2002 | Etnična sestava po popisu iz leta 2002 | Etnična sestava po popisu iz leta 2002 |
| -------------------------------------- | -------------------------------------- | -------------------------------------- | -------------------------------------- | -------------------------------------- |
| Bošnjaki                               | Bošnjaki                               |                                        | 406                                    | 97,12%                                 |
| Muslimani                              | Muslimani                              |                                        | 10                                     | 2,39%                                  |
| Neznano                                | Neznano                                |                                        | 2                                      | 0,47%                                  |